# Zongshen
Zongshen (Зонгшен) (кит.: 宗申) — машинобудівна компанія Zongshen Industrial Group, розташована у КНР, місто Чунцін. Заснована у 1992 році.
Продукція — двигуни для мототехніки, малолітражних автомобілів, мотоцикли, скутери, бензогенератори, промислове обладнання тощо.
Дочірнє підприємство компанії Zongshen Motorcycle входить у п'ятірку найбільших китайських виробників мототехніки і експортує свою продукцію у 80 країн світу.
Етапним для компанії стало створення у 2004 році Zongshen Piaggio Foshan Motorcycle Co Ltd — спільного підприємства з італійською компанією Piaggio, провідним виробником мототехніки. В межах укладеної угоди у м.Фошань було збудовано завод з виробництва скутерів і мотоциклів.
Налагоджено також серійне виробництво електроскутерів — перспективного транспортного засобу з огляду на доступність, економічність та екологічну чистоту.
У 2011 році експорт мототехніки склав 270 тис. одиниць (40 % від загального обсягу виробництва), з них 20 тис. надійшло до Європи. Зростають також обсяги експорту електроскутерів (понад 5 тисяч), переважно у Бразилію та країни Бенілюкс.
Незважаючи на відсутність офіційного представництва, в Україні мотопродукція Zongshen досить широко представлена моделями спортивно-туристичних мотоциклів ZS200GS та ZS250GS, ендуро (подвійного призначення) LZX200S, ZS200GY-3, ZS250GY-3 RX3 круїзерами ZS125-50, ZS150-10 та ZS250-5, скутерами Cub bike 50 та 250cc тощо.

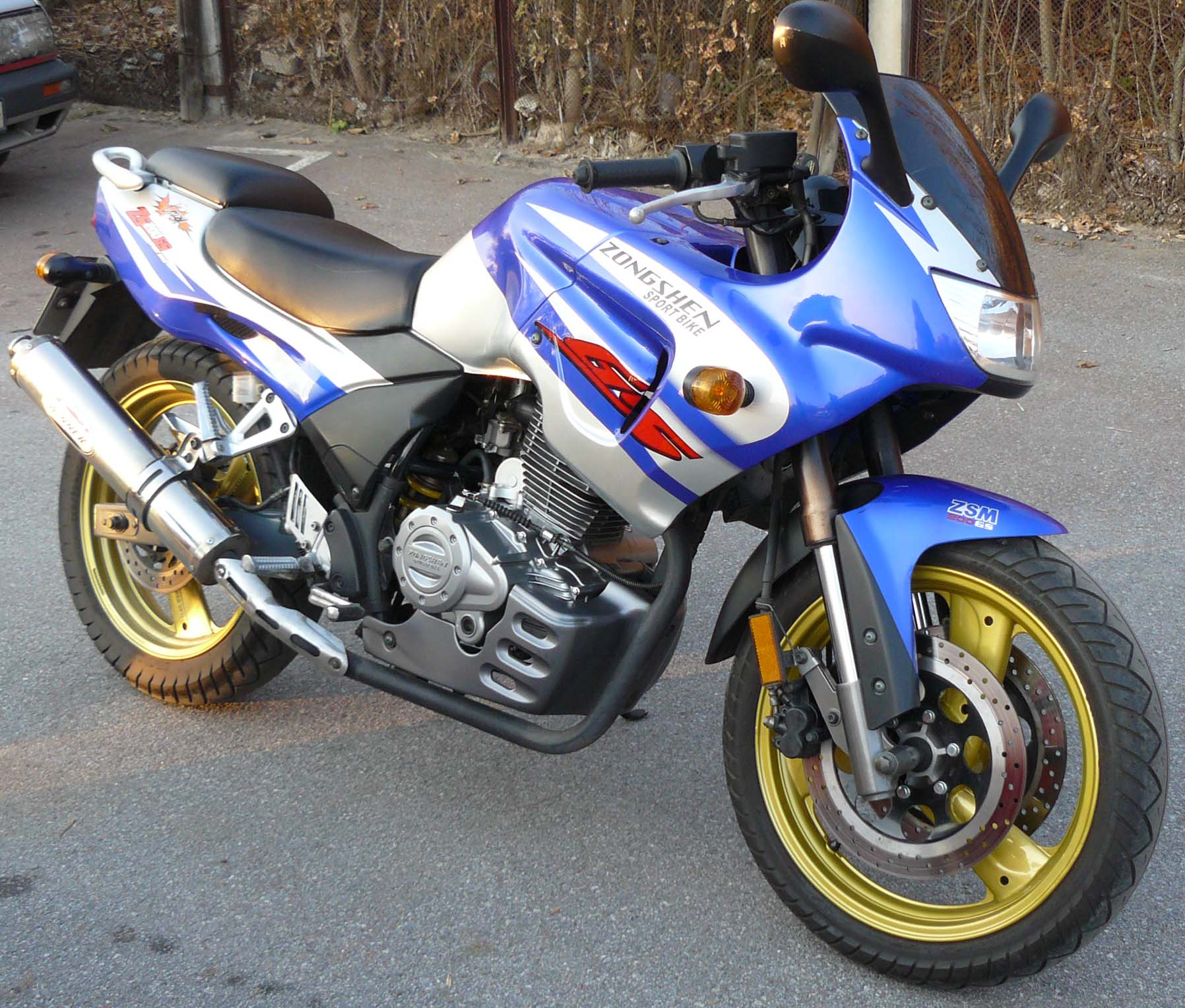
Zongshen ZS200GS